# Flugunfall der Cascade Airways 1969
Der Flugunfall der Cascade Airways 1969 ereignete sich am 20. Juni 1969. An diesem Tag sollte mit einer Beechcraft Model 99 ein Flug von Pasco nach Spokane innerhalb des US-Bundesstaats Washington durchgeführt werden, als die Maschine unmittelbar nach dem Start zu Boden stürzte, wobei die beiden einzigen Insassen starben.

## Maschine
Bei der betroffenen Maschine handelte es sich um eine Beechcraft Model 99A. Die Maschine wurde im Jahr 1969 endmontiert und trug die Werksnummer U-106. Die Maschine wurde an die Leasinggesellschaft PSL Lease ausgeliefert, die diese im Mai 1969 an ihre Leasingnehmerin Cascade Airways weitergab. Die Maschine wurde bei dieser mit dem Luftfahrzeugkennzeichen N2550A zugelassen. Das zweimotorige Regionalverkehrsflugzeug war mit zwei Turboproptriebwerken des Typs Pratt & Whitney Canada PT6A-20 und 15 Passagiersitzplätzen ausgestattet. Die Maschine war eine von zwei baugleichen Maschinen dieses Typs, die durch die Fluggesellschaft erworben wurden. Der Linienflugverkehr mit diesen Maschinen zwischen dem Boeing Field und Spokane als der ersten Flugverbindung hatte am 9. Juni 1969 begonnen.

## Insassen
An Bord der Maschine befand sich lediglich eine zweiköpfige Besatzung, bestehend aus einem Flugkapitän und einem Ersten Offizier. Der Start wurde durch den 35-jährigen Flugkapitän Vaughn R. Gundlach (* 31. Juli 1933) ausgeführt, welcher gleichzeitig der Vizepräsident der Fluggesellschaft war. Gundlach verfügte über 4280 Stunden Flugerfahrung, wovon er jedoch nur 51 Stunden mit der Beechcraft 99 absolviert hatte.

## Unfallhergang
Mit der Maschine, die an diesem Tag im Rahmen eines Linienfrachtfluges in Spokane angekommen war, sollte an dem Tag ein Trainingsflug von Pasco nach Spokane geflogen werden. Unmittelbar nach dem Start stieg die Maschine mit einem steilen Nickwinkel in die Luft. Dabei erhöhte sich auch der Anstellwinkel, bis es zum Strömungsabriss und Absturz der Maschine nahe dem Flughafen kam. Beim Aufprall um 15:05 Uhr Ortszeit gab es eine gewaltige Explosion, beide Piloten starben.

## Ursache
Das National Transportation Safety Board (NTSB) übernahm nach dem Absturz die Ermittlungen. Die Ermittler legten dem Kapitän zu Last, die Flugvorbereitung unsachgemäß ausgeführt und die Flugsteuerung fehlerhaft bedient zu haben. Es wurde festgestellt, dass das Flettner-Ruder in die Endstellung vertrimmt war, sodass die Flugzeugnase maximal nach oben ausgerichtet wurde. Außerdem wurde die Sitzverstellung des Pilotensitzes des Kapitäns in der Endposition vorgefunden. Dies ließ darauf schließen, dass der Sitz nicht arretiert gewesen war, sich beim Start verstellt hatte und der Kapitän folglich nicht mehr in der Lage war, die Bedienelemente im Cockpit wie vorgesehen zu erreichen.